# Theo Bosch (Ingenieur)

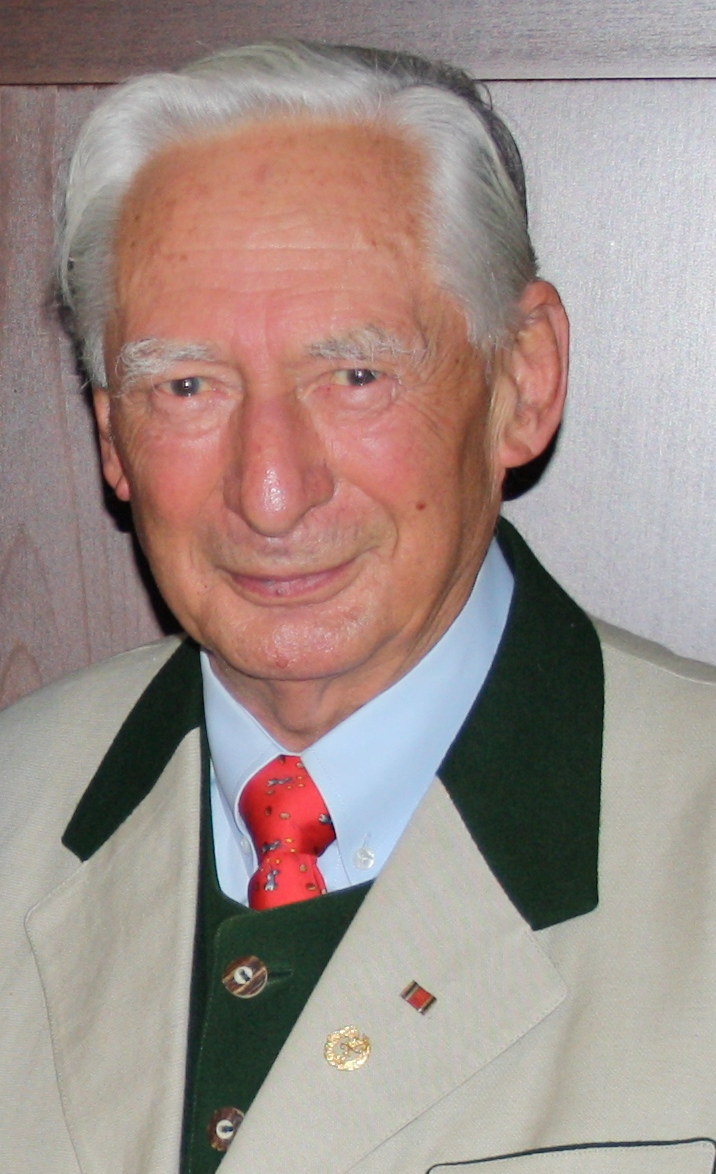
Theo Bosch

Theo Bosch (* 22. September 1929 in Bamberg; † 30. Dezember 2020 in Landshut, Bayern) war ein deutscher Ingenieur und der Entwickler der elektronischen Weitenmessung in der Leichtathletik, die offiziell erstmals bei den Olympischen Spielen in München im Jahr 1972 eingesetzt wurde und heute noch weltweit in Verwendung ist.

## Ausbildung
Boschs eigentliche Heimatstadt, wohin er mit seinen Eltern im Alter von neun Jahren zog, ist Landshut. Von dort ging er nach dem Abitur zum Studium an die Technische Hochschule (TU) München. 1953 wurde er Diplomingenieur, im Jahre 1956 legte er die Staatsprüfung für den höheren vermessungstechnischen Verwaltungs- und Flurbereinigungsdienst ab – als Drittbester in ganz Bayern.

## Wissenschaftliche Arbeit
Im Jahr 1963 erfolgte seine Promotion zum Doktor-Ingenieur an der Fakultät für Bau- und Vermessungswesen der TU München. „Ein Beitrag zur Genauigkeit der bayerischen Flurkarten im Maßstab 1:5000“ lautete der Titel seiner Dissertation. Sie wurde von der Deutschen Geodätischen Kommission bei der Bayerischen Akademie der Wissenschaften veröffentlicht. Es blieb nicht die einzige wissenschaftliche Arbeit: Insgesamt 37 Publikationen brachte Bosch zu Papier.
Weit über die Fachwelt hinaus bekannt wurde der Vermessungsingenieur, der von 1982 bis 1994 das Vermessungsamt Landshut leitete, durch eine Pioniertat, in der sich seine beiden lebenslangen Leidenschaften, der Sport und das Vermessungswesen, vereinen: Bei den Olympischen Spielen 1972 in München fungierte er als Leiter der Weitenmessung. Der Grund: Er hatte in Zusammenarbeit mit der Firma Carl Zeiss, Oberkochen, ein elektronisches Verfahren zur genauen Weitenmessung entwickelt, das bei den Olympischen Spielen in der bayerischen Hauptstadt erstmals offiziell eingesetzt wurde und seither weltweit im Sport Verwendung findet (sein System wurde von anderen Firmen übernommen). Seine wissenschaftliche Arbeit, die hinter dem Messverfahren steckt, wurde unter dem Titel „Der Einsatz des Reg Elta 14 zur Wurfweitenbestimmung in der Leichtathletik“ von der Deutschen Geodätischen Kommission ebenfalls veröffentlicht.
Bosch kam auf die Idee zur elektronischen Weitenmessung auch deshalb, weil er als Sportler selbst wusste, wie entscheidend Zentimeter für Sieg oder Niederlage sein können. Dies als junger Speerwerfer. Zweimal wurde er als junger Leichtathlet bayerischer Meister im Speerwurf. In den Jahren 1954 bis 1963 gehörte er zu deutschen Spitzenklasse im Speerwurf. Auch bei der Speerwurfdisziplin bei den Olympischen Spielen in München ging es um Zentimeter. Der deutsche Leichtathlet Klaus Wolfermann holte sich in dieser Disziplin mit einer Weite von 90,48 m die Goldmedaille. Zwei Zentimeter warf Wolfermann weiter als der damals favorisierte Weltrekordler Jānis Lūsis, der als Zweiter 90,46 m erreichte.

## Anliegen Schützensport
Der Sport, insbesondere der Schießsport, ließ Bosch sein ganzes Leben lang nicht los. Mehr als 60 Jahre gehört er der Königlich-privilegierten Feuerschützengesellschaft von 1425 (FSG) Landshut an, dies in führenden Positionen. Er fungierte beispielsweise bereits von 1954 bis 1963 als Zweiter Schützenmeister. Ab 1988 führte er – damals als Nachfolger seines Vaters Hans Bosch – die FSG, die im Jahr 2000 ihr 575-jähriges Bestehen feiern konnte. Zu den Höhepunkten in seinem Schützenleben zählt auch der Neubau der vereinseigenen Schießsportanlage an der Schützenstraße in Landshut im Jahr 1992. Im Jahr 2014 nahm er aus Alters- und Gesundheitsgründen von seinem Amt als Erster Schützenmeister Abschied.

## Ehrungen und Auszeichnungen
Auszeichnungen für seine engagierte Arbeit hat Bosch, der Ehrenmitglied und Ehrenschützenmeister der FSG (3) ist, vielfach erhalten: darunter das Bundesverdienstkreuz am Bande und das goldene Protektorabzeichen von Herzog Franz von Bayern in Würdigung seiner Verdienste um das bayerische Schützenwesen sowie Ehrenzeichen des Bayerischen und Deutschen Schützenbundes. Ganz besonders freut ihn aber ein goldenes Jubiläum und die damit verbundene Ehrung: Im Dezember 2014 verlieh ihm die Technische Universität München die goldene TUM-Promotionsurkunde und damit den goldenen TUM-Doktorgrad.